# Berdjužskij rajon
Il Berdjužskij rajon (in russo Бердюжский район?) è un rajon dell'Oblast' di Tjumen', nella Russia asiatica.